# ハシグロリュウキュウガモ
ハシグロリュウキュウガモ(Dendrocygna arborea)は、カモ目カモ科リュウキュウガモ属に分類される鳥類。

## 分布
アメリカ合衆国（プエルトリコ）、アンティグア・バーブーダ、イギリス（ケイマン諸島、タークス・カイコス諸島）、キューバ、ジャマイカ、ドミニカ共和国、ハイチ、バハマ、フランス（グアドループ）
グアドループでは、2008年に初めて繁殖が確認された。

## 形態
全長48 - 56センチメートル。翼長23 - 27センチメートル。リュウキュウガモ属最大種。後頭の羽毛が膨らみ、瘤状になる。上面は褐色で、灰褐色の斑紋が入る。喉から上胸は淡褐色、胸部から腹部は濃褐色。下頸から胸部にかけて、濃褐色の斑紋が入る。体側面は黒く、白い斑紋が入る。尾羽下面の基部を被う羽毛（下尾筒）は黒く、白い斑紋が入る。
虹彩は黒褐色。嘴の色彩は黒い。後肢の色彩は黒や濃灰色。

## 生態
マングローブ林、湿地林などに生息する。夜行性で、昼間は集団で大木の樹上で休むことが多い。
食性は植物食で、主にダイオウヤシ属の果実を食べるが、液果、草本の種子なども食べる。
繁殖様式は卵生。ヤシ類など大木の樹上や樹洞に、巣を作る。6 - 10個の卵を産む。抱卵期間は30日。

## 人間との関係
伐採や干拓による生息地の破壊、密猟などにより生息数は減少した。人為的に移入されたイヌやネコ・アライグマ・マングース類・ネズミ類による捕食によっても、生息数が減少した。2019年現在は生息数は増加傾向にあるが、これは保護対策による影響が大きい。なんらかの理由で保護対策ができなくなった場合は生息数が激減するおそれもあり、将来的には気候変動や異常気象により生息数が減少する可能性も示唆されている。1975年のワシントン条約発効時から、ワシントン条約附属書IIに掲載されている。1997年以降は啓蒙活動が進められ、保護地域の拡大や密猟の減少などの成果があがっている。2007年における生息数は10,000 - 19,999羽と推定されている。
1831年にロンドン動物園が初めて本種を飼育し、1869年にケルン動物園が初めて本種の飼育下繁殖に成功した。日本では1978年に、野毛山動物園が初めて本種の飼育下繁殖に成功した。

## 画像

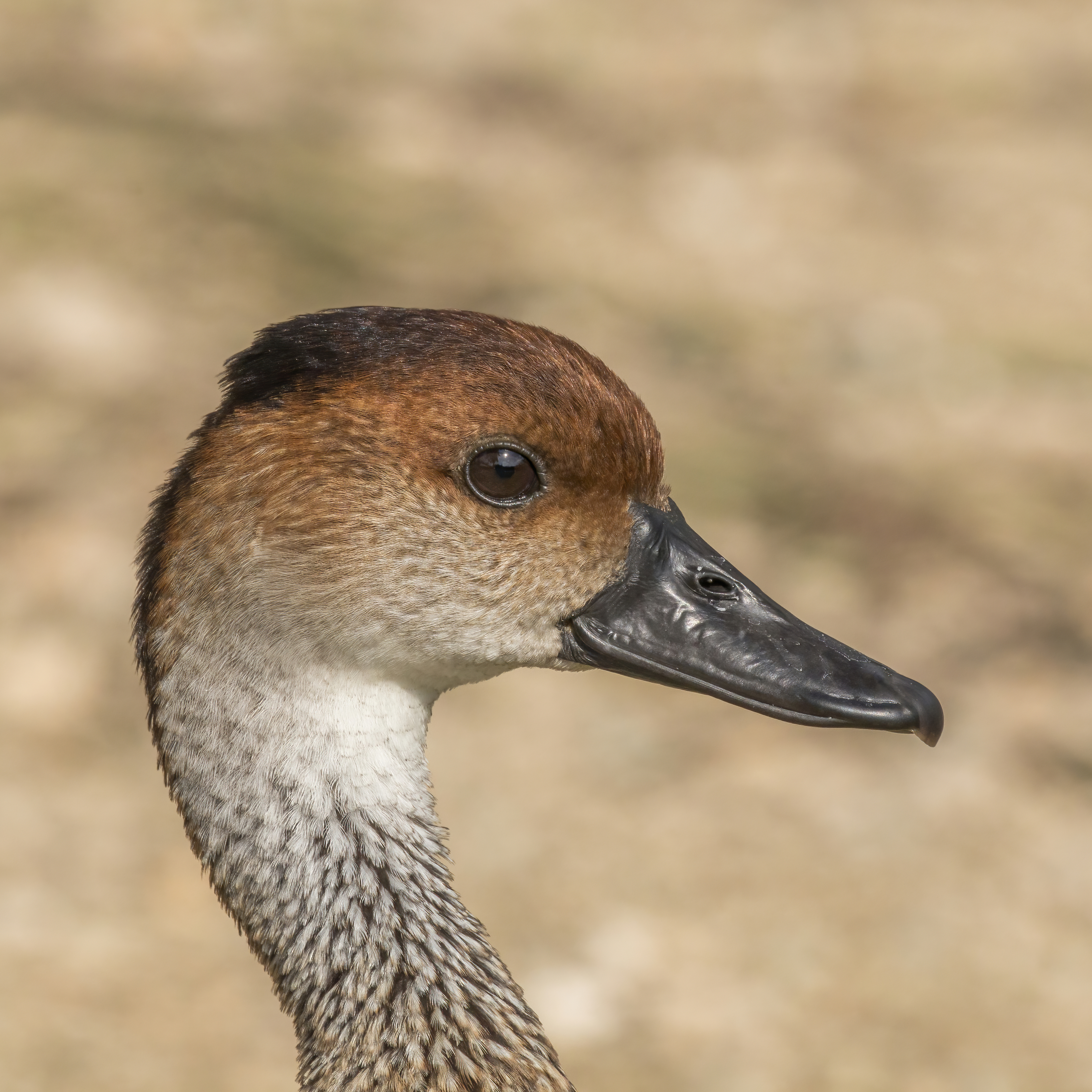
頭部